# Landkreis Märkisch-Oderland
Landkreis Märkisch-Oderland är ett administrativt distrikt (Landkreis) i det tyska förbundslandet Brandenburg.
Landkreis Märkisch-Oderland ligger norr om länet Oder-Spree och staden Frankfurt an der Oder, söder om länet Barnim och öster om Berlin. I öst utgör statsgränsen till Polen även länets gräns. Huvudorten är Seelow.

## Administrativ indelning
I förvaltningsrättslig mening finns i modern tid ingen skillnad mellan begreppet Stadt (stad) gentemot Gemeinde (kommun). Följande kommuner och städer ligger i Landkreis Märkisch-Oderland.

### Städer och kommuner
| Amtsfria städer | Ämter med kommuner | |
| --- | --- | --- |
| 1. Altlandsberg 2. Bad Freienwalde 3. Müncheberg 4. Seelow 5. Strausberg 6. Wriezen Amtsfria kommuner (Gemeinde) 1. Fredersdorf-Vogelsdorf 2. Hoppegarten 3. Letschin 4. Neuenhagen bei Berlin 5. Petershagen/Eggersdorf 6. Rüdersdorf bei Berlin | 1. Amt Barnim-Oderbruch [huvudort: Wriezen] 1. Bliesdorf 2. Neulewin 3. Neutrebbin 4. Oderaue 5. Prötzel 6. Reichenow-Möglin 2. Amt Falkenberg-Höhe 1. Beiersdorf-Freudenberg 2. Falkenberg1 3. Heckelberg-Brunow 4. Höhenland 3. Amt Golzow 1. Alt Tucheband 2. Bleyen-Genschmar 3. Golzow1 4. Küstriner Vorland 5. Zechin 4. Amt Lebus 1. Lebus1, 2 2. Podelzig 3. Reitwein 4. Treplin 5. Zeschdorf | 5. Amt Märkische Schweiz 1. Buckow (Märkische Schweiz)1, 2 2. Garzau-Garzin 3. Oberbarnim 4. Rehfelde 5. Waldsieversdorf 6. Amt Neuhardenberg 1. Gusow-Platkow 2. Märkische Höhe 3. Neuhardenberg1 7. Amt Seelow-Land [Huvudort: Seelow] 1. Falkenhagen 2. Fichtenhöhe 3. Lietzen 4. Lindendorf 5. Vierlinden |
| 1Amtshuvudort; 2Stad | | |